# Scandix pinnatifida
Scandix pinnatifida är en flockblommig växtart som beskrevs av Heinrich Moritz Willkomm. Scandix pinnatifida ingår i släktet nålkörvlar, och familjen flockblommiga växter. Inga underarter finns listade i Catalogue of Life.